# As-Safsafa (Hama)
As-Safsafa (arab. الصفصافة) – wieś w Syrii, w muhafazie Hama. W 2004 roku liczyła 676 mieszkańców.